# هيفلوم
الهَيْفَلوم هو جنس من الفطريات المعروفة جيدًا بسبب شيوع الهيفلوم الحزمي على جذوع الأشجار في الغابات المعتدلة. يمكن التعرف على الأنواع في هذا الجنس بسهولة لأن الأبواغ الداكنة تخلق تأثيرًا مخضرًا مميزًا على الجانب الأسفل قبعة الفطر الأصفر. الاسم يعني الفطر ذو الخطوط بسبب الحجاب الذي يشبه الخيط الذي يربط قبعة الفطر بالساق عندما تكون صغيرة ولحزم الجذور التي تشع إلى الخارج من قاعدة السويقة.